# تشارلز برادلو
تشارلز برادلو (26 سبتمبر 1833 – 30 يناير 1891) كان ناشطًا سياسيًا وملحدًا إنجليزيًا. أسس الجمعية العلمانية الوطنية في عام 1866.
في عام 1880، انتُخب برادلو نائبًا ليبراليا في البرلمان عن دائرة نورثهامبتون. أدت محاولاته في تأكيد التزامه بالإلحاد إلى سجنه مؤقتًا، ودفعه غرامات على التصويت في مجلس العموم بصورة غير قانونية، وعدد من الانتخابات الفرعية التي استعاد فيها برادلو منصبه في كل منها. سُمح له أخيرًا بأداء القسم في عام 1886. في نهاية المطاف، أصبح مشروع قانون برلماني اقترحه قانونيًا سنة 1888، سمح ذلك القانون لأعضاء مجلسي البرلمان بتأكيد الإلتزام، إذا ما رغبوا في ذلك، لدى أدائهم القسم. حسم القانون الجديد قضية الشهود في قضايا المحاكم المدنية والجنائية.
أسس الجمعية العلمانية الوطنية بعد خمسة عشر عامًا من صياغة جورج «جاكوب» هولياكي مصطلح العلمانية في عام 1866.

## نشاطه ومهنة الصحافة
عاد برادلو إلى لندن سنة 1853 وشغل وظيفة كاتب محامٍ. كان في ذلك الوقت مفكرًا حرًا ذا قناعة، وأصبح في وقت فراغه مؤلف كتيبات وكتب حول الأفكار «العلمانية»، متبنيًا الاسم المستعار «إيكونوكلاست» لحماية سمعة صاحب العمل. برز تدريجيًا في عدد من الجماعات أو المجتمعات السياسية الليبرالية أو الراديكالية، بمن فيهم عصبة الإصلاح، والمصلحون الزراعيون، والعلمانيون.
ترأس الجمعية العلمانية في لندن منذ عام 1858. في عام 1860 أصبح رئيس تحرير الصحيفة العلمانية، والمُصلح الوطني، وشارك عام 1866 في تأسيس الجمعية العلمانية الوطنية، حيث أصبحت آني بيسانت زميلته المقربة. في عام 1868، حُوكمت صحيفة المُصلح من قبل الحكومة البريطانية بتهمة التجديف ونشر الفتنة. تمت تبرئة برادلو في نهاية المطاف من جميع التهم الموجهة إليه، ولكن الخلاف العنيف بقي مستمرًا في المحاكم والصحافة.
بعد عقد من الزمان (1876)، قرر برادلو وبيسانت إعادة نشر كُتيب تشارلز نولتون الأميركي الذي يدعو إلى تنظيم النسل، ثمار الفلسفة، أو الرفيق الخاص للشباب المتزوجين، الذي حوكم ناشره البريطاني السابق بتهمة نشر الفاحشة. حوكم كلا الناشطان سنة 1877، ورفض تشارلز داروين تقديم أدلة في دفاعهما، متذرعًا بسوء صحته، ولكنه كتب حينها إلى برادلو أن شهادته كانت لتصبح ذات فائدة ضئيلة بالنسبة لهما لأنه كان يعارض تحديد النسل. حُكم عليهما بغرامة مالية وبالسجن لمدة ستة أشهر، ولكن محكمة الاستئناف ألغت إدانتهم على أساس أن الادعاء لم يحدد الكلمات الدقيقة التي زعم أنها فاحشة في لائحة الاتهام. تأسست الرابطة المالتوسية نتيجة للمحاكمة السابقة، وهدفت إلى تشجيع تحديد النسل. كان عضوًا في محفل ماسوني في بولتون، إلا أنه استقال في وقت لاحق بسبب ترشيح أمير ويلز زعيمًا كبيرًا.
في 6 مارس عام 1881، خطب في افتتاح الرواق العلماني الجيديد همبرستون غيت، ليستر التابع للجمعية العلمانية في ليستر. كان المتحدثون الآخرون هم جورج جاكوب هوليواكي، وآني بيسان، وهارييت لو.

## السياسة
كان برادلو من أنصار النقابية العمالية، والجمهوريانية، وحق الاقتراع العام، وكان معارضًا للاشتراكية. كان معارضته للاشتراكية سببًا في الخلاف، وترك العديد من العلمانيين الذين أصبحو اشتراكيين الحركة العلمانية بسبب ارتباطها بفردانية برادلو الليبرالية. كان من مؤيدي الحكم الذاتي الأيرلندي، ودعم فرنسا أثناء الحرب الفرنسية البروسية. أبدى أيضًا اهتمامًا كبيرًا بالهند.

## البرلمان

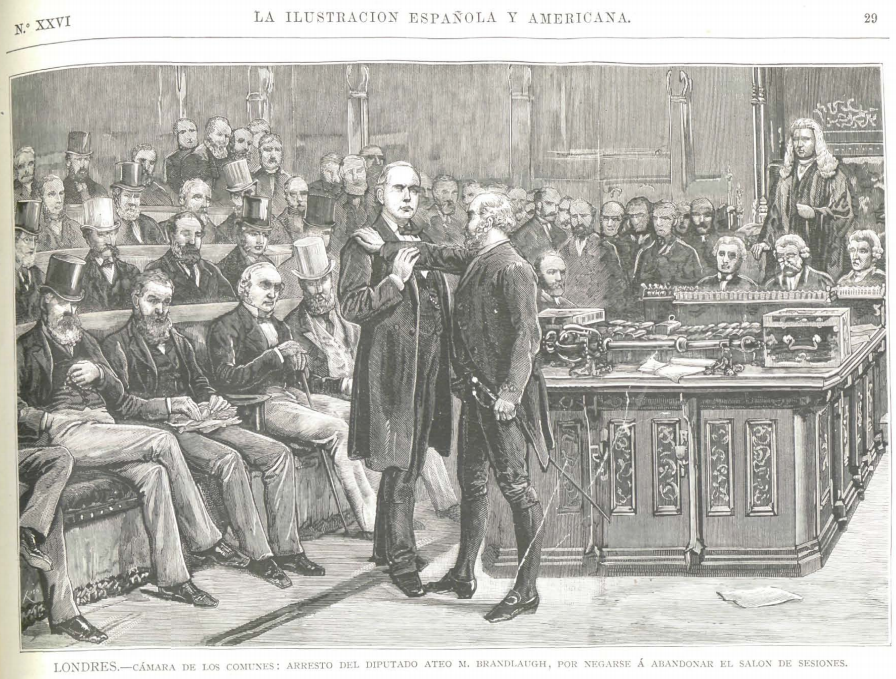
اعتقال براندلاف

بعد خسارتيه في عامي 1868 و1874، انتُخب برادلو عضوا في البرلمان عن دائرة نورثهامبتون سنة 1880. لكي يتمكن من شغل مقعده وأن يصبح برلمانيًا نشطًا، كان عليه الإدلاء بولائه للتاج، وفي الثالث من مايو، جاء برادلو إلى طاولة مجلس العموم، حاملًا رسالة إلى رئيس مجلس العموم باسم المجلس «متوسلًا بكامل الاحترام بأن يُسمح له بتأكيد الالتزام» بدلًا من الإدلاء بقسم الولاء الديني، مستشهدا بقانوني تعديل الدليل لعامي 1869 و1870. أعلن المتحدث براند أن لديه «شكوكًا كبيرة» وطلب من المجلس إصدار حكمه. أعرب اللورد فريدريك كافنديش الويد للحكومة عن إرادته إنشاء لجنة مختارة للبت فيما إذا كان يسمح للأشخاص المخول لهم الإدلاء بتأكيد التزام رسمي رصين في المحكمة أن يدلوا بالتزامهم بدلًا من أداء القسم البرلماني.

## وصلات خارجية
- مؤلفات تشارلز برادلو في مشروع غوتنبرغ
- أعمال أو نبذة عن تشارلز برادلو على أرشيف الإنترنت
- أعمال تشارلز برادلو في ليبري فوكس